# 王鶴林
王鶴林，河南省博愛縣人，陳發科弟子，為台灣陳氏太極拳的主要推廣者之一。
王鶴林年幼時體弱多病，其父王尹文在北京，經杜芾堂介紹，民國17年（西元1928年）邀請陳發科至北京教王鶴林拳，時間長達五年。陳發科當時居住在河南同鄉會「覃懷會館」，與外界接觸漸多，陳氏太極拳遂逐漸為世人所知。
民國28年（西元1939年），王鶴林在陝西省城固縣就讀西北大學，結識陳氏太極拳17世傳人陳子明，又時加請益，拳藝更為進步。
王鶴林在台灣所傳，主要是陳發科所傳的太極拳大架（又稱老架），姿勢舒展大方。民國76年（西元1987年），在台中創立中華民國太極拳總會直屬九支會，推展陳氏太極拳。